# Astrocaryum echinatum
Espèce
Astrocaryum echinatum est une espèce de palmiers à feuilles pennées.